# Музей редкой книги Научной библиотеки Одесского национального университета имени И. И. Мечникова

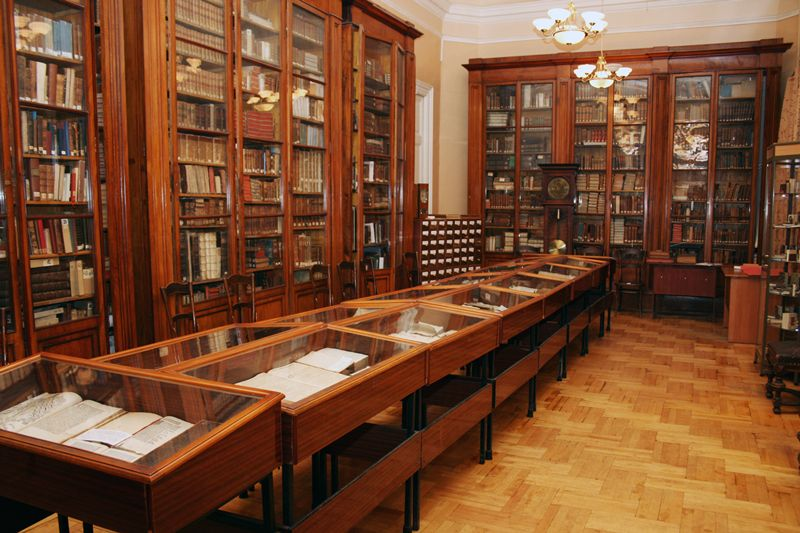
Музей редкой книги НБ ОНУ имени И. И. Мечникова

## История и формирование фонда
Формирование коллекции старопечатных изданий в библиотеке Ришельевского лицея (предшественника университета в Одессе) началось еще в начале XIX в. К выделению старопечатных изданий и рукописей из общего фонда библиотеки уже Новороссийского (Одесского) университета в отдельное хранение приступили в начале XX в. Для этих целей была выделена особая комната для размещения редких и ценных изданий и рукописей. В 1914 г. в этой комнате хранились 233 рукописи, инкунабулы, несколько десятков изданий XV–XVIII вв. 

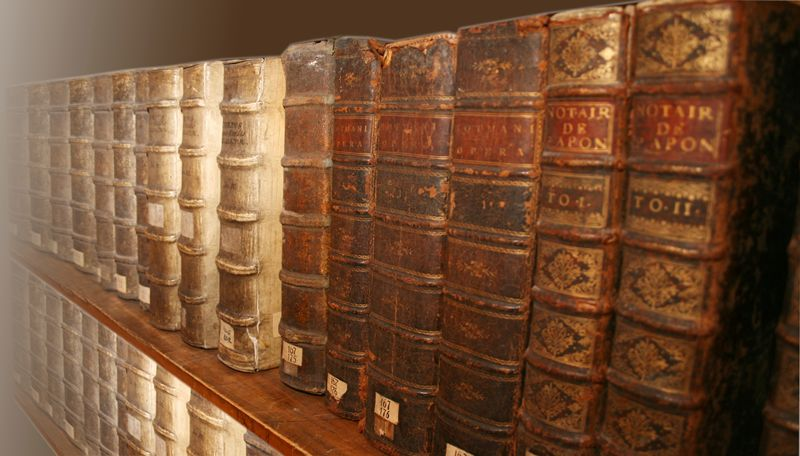
Книги с Музея редкой книги НБ ОНУ

Систематическое выявление старопечатных изданий и рукописей из основного фонда Главной библиотеки Высшей школы г. Одессы (бывшей библиотеки Новороссийского университета) начинается с 1920-1921 гг., за короткий срок количество выявленных экземпляров достигло 2500 томов. 
Организация Музея книги Центральной Научной Библиотеки (ЦНБ) г. Одессы относится к 1924-1925 гг. Принципы отбора книг были аналогичны критериям, принятым в то время во всех крупных библиотеках и музеях мира: рукописи, инкунабулы, палеотипы, издания известных европейских типографий XVI-XVII вв., книги кирилловской печати и гражданского шрифта, редкие и библиофильские издания XVIII-XIX вв. 

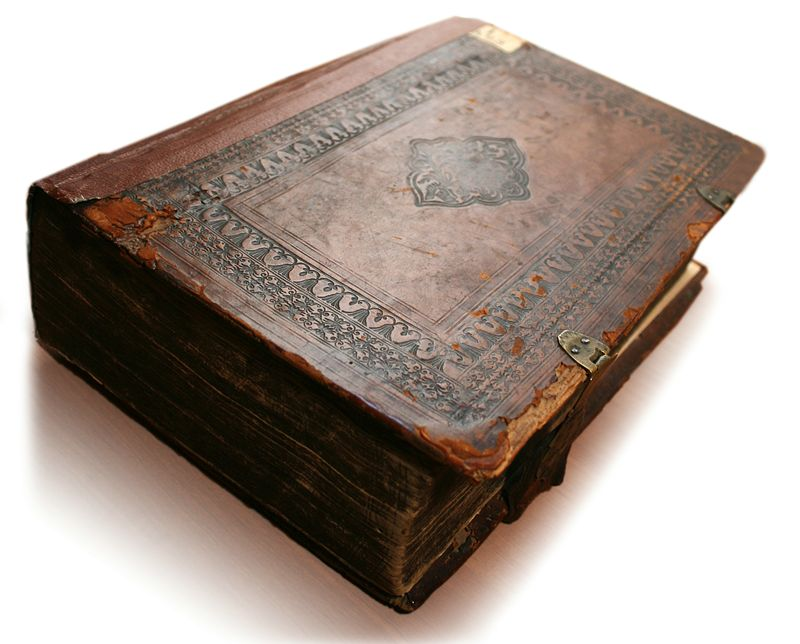
Острожская Библия в Музее редкой книги

Музей книги в ЦНБ просуществовал недолго. 1 августа 1930 г. ЦНБ была объединена с Одесской Государственной библиотекой, в состав которой вошли также Одесская публичная (сейчас – Одесская национальная научная библиотека) и Украинская государственная (сейчас – Одесская областная научная библиотека имени М. Грушевского) библиотеки. Фонд Музея книги ЦНБ влился в состав «Книжного музея Октябрьской революции», созданного ещё в 1922 г. в Одесской публичной библиотеке.
Университет в Одессе был заново открыт в 1933 г., в его состав вернулась и библиотека, за исключением музейного фонда ЦНБ. Одна из основных задач, стоявшей перед сотрудниками университетской библиотеки в предвоенные годы – выявление ценных и редких изданий взамен бывшего музея книги.
Развитие музейного дела в Одессе было приостановлено с началом Второй мировой войны. В период оккупации Одессы в университетской библиотеке (объединённой с Одесской публичной библиотекой под руководством А. Н. Тюнеевой) работало всего 19 человек, но большая часть книжного фонда была сохранена силами сотрудников.
Постановлением Совета Народных Комиссаров от 14 февраля 1945 г. библиотека Одесского государственного университета признана научно-исследовательским учреждением в составе этого учебного заведения. Одно из основных направлений научной работы библиотеки – изучение редких и ценных изданий, исторических личных коллекций. 
Официально Музей книги в составе Научной библиотеки Одесского государственного университета имени И. И. Мечникова был открыт на основании приказа директора библиотеки П. М. Бондаренко 7 февраля 1979 г. Для этих целей было выделено помещение и отреставрировано девять книжных шкафов из Воронцовского дворца, переданных библиотеке ещё Новороссийского университета вместе с книжным собранием ещё в 1898 г. 

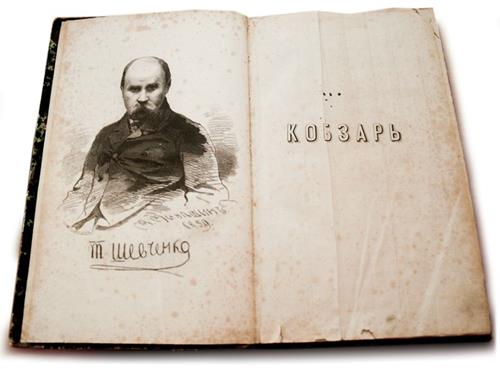
"Кобзарь" Т. Г. Шевченка

Фонд отдела редких книг и рукописей (Музея книги) составили экземпляры, отобранные из общего книгохранения библиографами А. К. Папаспираки, Т. З. Ходжаш, В. С. Фельдманом, Н. В. Аргиропуло, Е. В. Савельевой. 5 тыс. книг разместили в шкафах из Воронцовского дворца, самые редкие и ценные экземпляры книг – на 14 витринах, тем самым, положив и начало двум постоянно действующим экспозициям: «Из истории книгопечатания» и «Из прошлого Одессы». 
В настоящее время в фонде Отдела редких книги и рукописей (Музея книги) насчитывается более 116 тыс. единиц хранения, включая книги из исторических именных коллекций, наиболее известной из которых является книжное собрание рода Воронцовых. 
Особо ценной частью фонда Отдела редких книг и рукописей (Музея книги) являются инкунабулы – книги «колыбельного» периода книгопечатания (II пол. XV в.). Самая старинная книга в фондах Научной библиотеки Одесского национального университета библиотеки – трактат известного юриста Иоганна Андреа «Про древа кровного родства, близости, а также про родство духовное…», изданный в Нюрнберге около 1476 г. 
Украшением небольшой коллекции инкунабул является «Всемирная Хроника» врача и гуманиста Гартмана Шеделя, изданная в 1493 г. в Нюрнберге в типографии немецкого издателя Антона Кобергера.
Университетская коллекция изданий XVI в. насчитывает более 500 книг на латинском, французском, немецком, итальянском, чешском, польском, греческом, английском, испанском, каталанском, датском и церковно-славянском языках, вышедших в свет в крупнейших типографиях средневековой Европы: Альдов, Джунтов, Этьенов, Плантена и др. 

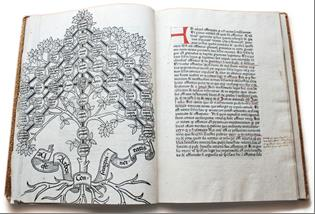
Трактат известного юриста Иоганна Андреа «Про древа кровного родства, близости, а также про родство духовное…», изданный в Нюрнберге около 1476 г.

Среди шедевров отечественного книгопечатания XVI в. – «Острожская Библия» Ивана Фёдорова (Острог, 1581) и книга богослова IV н. е. Василия Кесарийского из Каппадокии «О постничестве» (Острог, 1594).
В Музее книги сохраняется богатая коллекция изданий XVII в. Отечественное книгопечатанье представлено изданиями типографии Киево-Печерской лавры, среди которых третье издание «Литургиариона си eсть Служебника... Петра Могилы» (Киев, 1639); «Ключ разумения священникам законным и светским» (Киев, 1659) Иоанникия Галятовского, «Синопсис, или Краткое собрание от разных летописцев в началах славенороссийского народа...» (Киев, 1674), изданный под редакцией Иннокентия Гизеля и др.
В коллекции европейских изданий XVII-XVIII вв. из фонда Музея книги произведения знаменитых философов, теологов, юристов, ученых, писателей и путешественников того времени. 
Коллекция книг XIX–XX вв. представлена в основном библиофильскими изданиями. Среди особо ценных – труд известного византолога Н. П. Кондакова «История и памятники византийской эмали» (СПб., 1892). 
Среди редких украинских изданий «Энеида» И. П. Котляревского (СПб., 1808-1809), «Украинские народные песни», изданные М. А. Максимовичем (СПб., 1834), «Русалка Днестровая» (Буда, 1837). 
Большую ценность представляют коллекция изданий «Кобзаря» Т. Г. Шевченко за 1860, 1878, 1867, 1874, 1886, 1906, 1907, 1908, 1919. Формат одного из «Кобзарей», изданного в 1878 году в Женеве «Громадой», удачно совпал с размером модной в то время папиросной бумаги «абади». Карманное издание успешно пересекло границу империй, въехав на территорию Украины между ее листами.
В Музее книги НБ ОНУ представлены и прижизненные и редкие издания И. Франко, Леси Украинки, Марка Вовчка, М. Грушевского, С. Ефремова, С. Шелухина и многих других известных авторов, раскрывающие этапы становления украинской литературы и науки.

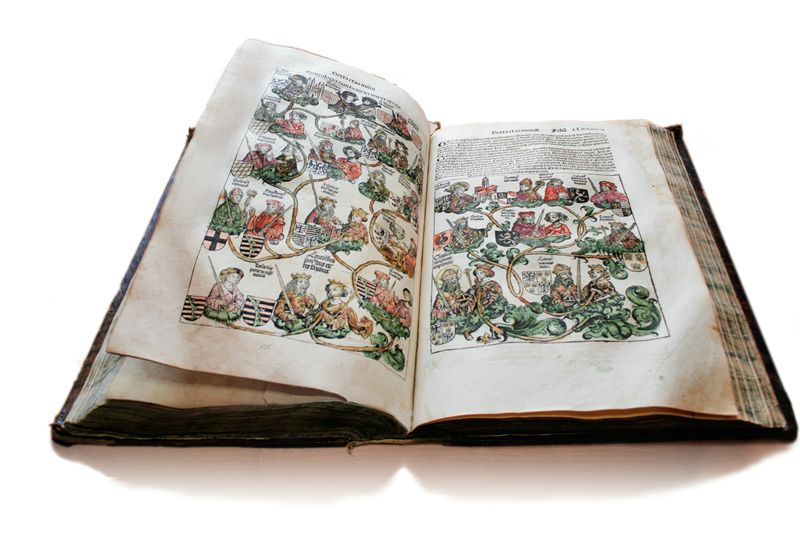
«Всемирная Хроника» Гартмана Шеделя

В Музее книги НБ ОНУ сохраняются мемориальные библиотеки государственных деятелей – А. Г. Строганова, семьи Воронцовых, Н. К. Шильдера, известных ученых, деятельность которых связана с Одесским (Новороссийским) университетом – В. И. Григоровича, Б. А. Лупанова, А. Г. Готалова-Готлиба, Ф. Е. Петруня, театроведа М. В. Терещенко и др. 
Одна из важнейших коллекций фонда Музея книги НБ ОНУ – собрание рода Воронцовых – насчитывает почти 13705 названий в 52800 томах более чем на 20 языках. По своему содержанию это универсальное собрание: здесь хранятся книги практически по всем отраслям знаний, в том числе – значительное число раритетных изданий, многие из которых отсутствуют в крупнейших книгохранилищах мира. 
Среди особо ценных книжных экземпляров Воронцовского фонда энциклопедии, словари, мемуарная литература, большая коллекция европейской периодики XVII-XIX вв., книги, брошюры, газеты и журналы эпохи Французской революции, в том числе – редкие контрреволюционные эмигрантские издания.
Одно из основных направлений деятельности Музея книги НБ ОНУ – выставочная и экскурсионная работа. Среди экспонатов музея – шедевры западноевропейского и отечественного книгопечатания XV-XVIII вв., миниатюрные издания, книги с автографами. В Музее книги функционируют постоянные выставки – «Из истории книгопечатания», «История Одессы по материалам именных фондов Научной библиотеки ОНУ» и «Малоформатные и миниатюрные издания в фонде НБ ОНУ», которые пользуются огромной популярностью среди студентов и преподавателей университета, а также среди гостей города. 
С сентября 2004 г. фонд редких книг и рукописей библиотеки Одесского национального университета имени И. И. Мечникова, среди которого немало памятников книжной культуры европейского значения, является объектом национального достояния Украины.

## Коллекция национального достояния Украины
С сентября 2004 г. фонд редких книг и рукописей библиотеки Одесского национального университета имени И. И. Мечникова, среди которого немало памятников книжкой культуры европейского значения, является объектом национального наследия Украины (постановление Кабинета Министров Украины от 22 сентября 2004 г. № 1241).
В настоящий момент фонд редких книг и рукописей Научной библиотеки Одесского национального университета насчитывает около 116 тыс. единиц хранения, включая в себя книги из исторических коллекций, наиболее известной из которых является книжное собрание рода Воронцовых.

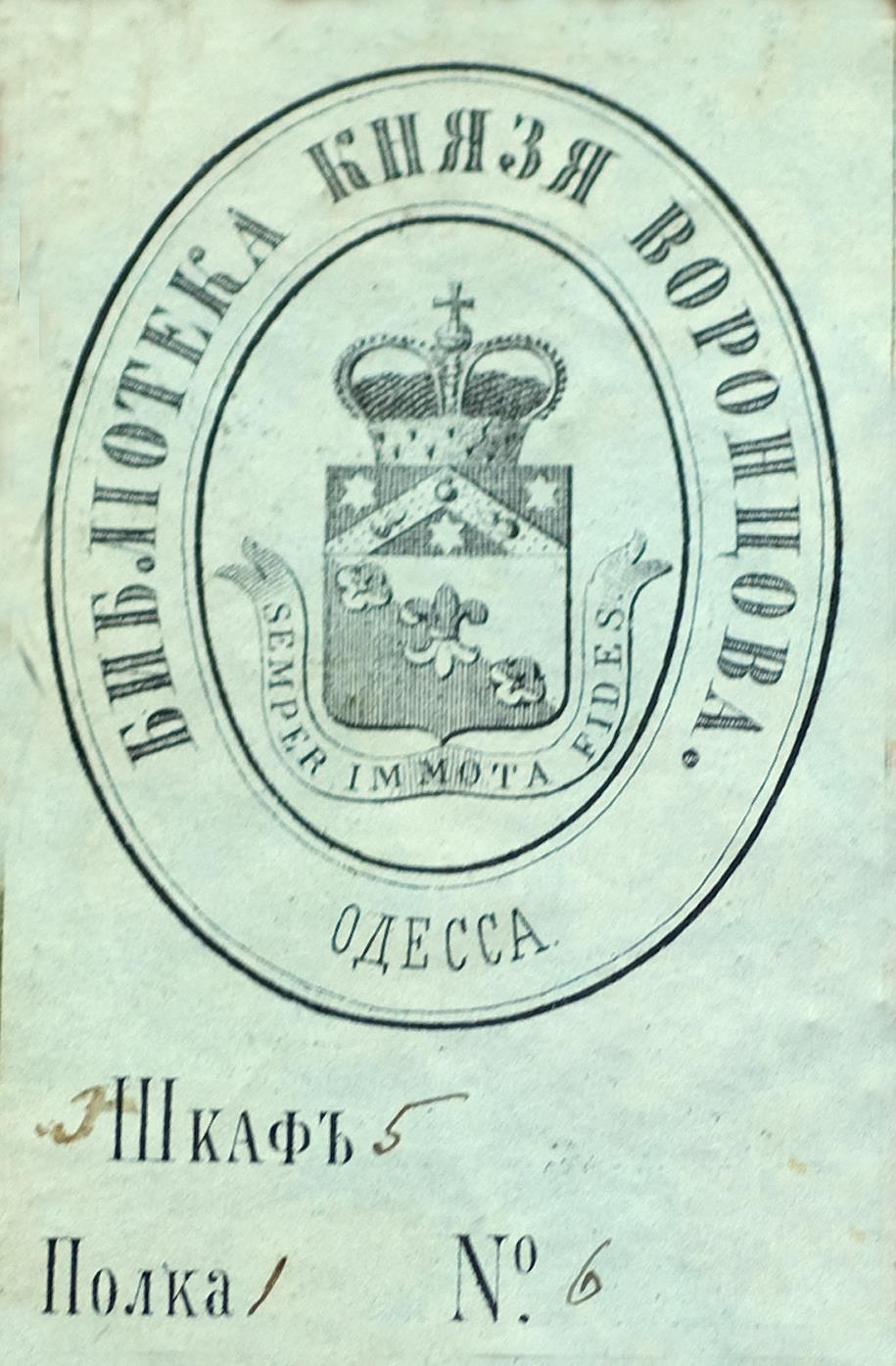
Экслибрис графа Воронцова

Особо ценной частью фонда Научной библиотеки ОНУ являются инкунабулы – книги «колыбельного» периода книгопечатания (II пол. XV в.). Самая старинная книга в фондах Научной библиотеки Одесского национального университета  – трактат известного юриста Иоганна Андреа «Про древа кровного родства, близости, а также про родство духовное…», изданный в Нюрнберге около 1476 г.
Украшением небольшой коллекции инкунабул является «Всемирная Хроника» врача и гуманиста Гартмана Шеделя, изданная в 1493 г. в Нюрнберге в типографии немецкого издателя Антона Кобергера.
Университетская коллекция изданий XVI в. насчитывает более 500 книг на латинском, французском, немецком, итальянском, чешском, польском, греческом, английском, испанском, каталанском, датском и церковно-славянском языках, вышедших в свет в крупнейших типографиях средневековой Европы: Альдов, Джунтов, Этьенов, Плантена и др.
Среди шедевров отечественного книгопечатания XVI в. – «Острожская Библия» Ивана Фёдорова (Острог, 1581) и книга богослова IV н. е. Василия Кесарийского из Каппадокии «О постничестве» (Острог, 1594).
Важная часть книжкой библиотечного собрания – издания XVII в. Отечественное книгопечатанье представлено изданиями типографии Киево-Печерской лавры, среди которых третье издание «Литургиариона си eсть Служебника... Петра Могилы» (Киев, 1639); «Ключ разумения священникам законным и светским» (Киев, 1659) Иоанникия Галятовского, «Синопсис, или Краткое собрание от разных летописцев в началах славенороссийского народа...» (Киев, 1674), изданный под редакцией Иннокентия Гизеля и др.
В коллекции европейских изданий XVII-XVIII вв. из фонда Музея книги произведения знаменитых философов, теологов, юристов, ученых, писателей и путешественников того времени.
Книги XIX–XX вв. представлены в основном библиофильскими изданиями. Одним из особо ценных является иллюстрированное исследование известного византолога Н. П. Кондакова «История и памятники византийской эмали» (СПб., 1892).
Среди редких украинских изданий «Энеида» И. П. Котляревского (СПб., 1808-1809), «Украинские народные песни», изданные М. А. Максимовичем (СПб., 1834), «Русалка Днестровая» (Буда, 1837).
Большую ценность представляют коллекция изданий «Кобзаря» Т. Г. Шевченко за 1860, 1878, 1867, 1874, 1886, 1906, 1907, 1908, 1919. Формат одного из «Кобзарей», изданного в 1878 году в Женеве «Громадой», удачно совпал с размером модной в то время папиросной бумаги «абади». Карманное издание успешно пересекло границу империй, въехав на территорию Украины между ее листами.
В Научной библиотеке ОНУ представлены и прижизненные и редкие издания И. Франко, Леси Украинки, Марка Вовчка, М. Грушевского, С. Ефремова, С. Шелухина и многих других известных авторов, раскрывающие этапы становления украинской литературы и науки.
Объектом национального достояния являются и мемориальные библиотеки государственных деятелей – А. Г. Строганова, семьи Воронцовых, Н. К. Шильдера, известных ученых, деятельность которых связана с Одесским (Новороссийским) университетом – В. И. Григоровича, Б. А. Лупанова, А. Г. Готалова-Готлиба, Ф. Е. Петруня, театроведа М. В. Терещенко и др.
Одна из важнейших коллекций фонда Научной библиотеки – книжное собрание рода Воронцовых – насчитывает почти 13705 названий в 52800 томах более чем на 20 языках. По своему содержанию это универсальное собрание: здесь хранятся книги практически по всем отраслям знаний, в том числе – значительное число раритетных изданий, многие из которых отсутствуют в крупнейших книгохранилищах мира.
Среди особо ценных книжных экземпляров Воронцовского фонда энциклопедии, словари, мемуарная литература, большая коллекция европейской периодики XVII-XIX вв., книги, брошюры, газеты и журналы эпохи Французской революции, в том числе – редкие контрреволюционные эмигрантские издания.
Научный архив известного психолога и философа, профессора Новороссийского (Одесского) университета Н. Н. Ланге (1858-1921) также является объектом национального достояния. Среди материалов архива – конспекты лекций, первые варианты докторской диссертации, рукописи научных работ, материалы, связанные с работой в должности директора Одесских высших женских курсов, личная и деловая переписка.
Фонд редких книг и рукописей библиотеки Одесского национального университета имени И. И. Мечникова – уникальный объект, потеря или разрушение которого будет иметь серьезные негативные последствия для культуры Украины.